# Pèl terminal
En els humans, els pèls terminals són gruixuts, llargs i foscos, en comparació amb els pèls moixins. Durant la pubertat, l'augment dels nivells d'hormones androgèniques fa que el pèl moixí se substitueixi pel pèl terminal en algunes parts del cos humà. Aquestes parts tindran diferents nivells de sensibilitat als andrògens, principalment de la família de la testosterona.
La zona pubiana és especialment sensible a aquestes hormones, com també ho són les aixelles que desenvoluparan pèls axil·lars. El pèl púbic i axil·lar es desenvoluparà tant en homes com en dones, en la mesura que aquest pèl es qualifiqui com a característica sexual secundària, tot i que els mascles desenvoluparan els pèls terminals en més àrees. Això inclou el pèls facials, del pit, els abdominals, a les cames i els braços i els al dors dels peus i mans. Es pot esperar que les dones conservin més del pèl moixí.
Aquests pèls estan presents en els simis grans, però no en els simis petits, com els gibons i representen una divergència evolutiva.:193